# モナ・ハモンド
モナ・ハモンド（Mona Hammond、1931年1月1日 - 2022年7月4日）は、イギリスの女優。イングランドのタラワ劇団の共同創設者でもある。

## 生涯
ジャマイカのクラレンドン教区生まれ。1959年に奨学金を得てイギリスに渡り、建築の仕事をする傍ら、夜間に演劇のクラスを取るようになる。その後、再び奨学金を得て王立演劇学校で演技を学び、卒業後は舞台を中心に活動、多くの作品で主演を務めた。その傍ら、テレビの分野でも数多くの作品に出演した。主なものとしてはBBCのテレビドラマ『Us Girls』やソープオペラ『EastEnders』のブロッサム・ジャクソン役などがある。
2005年には、これまでの演劇における貢献に対し、大英帝国勲章のOBEが授与された。
最新作は2008年に公開されたローランド・エメリッヒ監督の紀元前1万年の時代を描いたアクション・アドンベンチャー、『紀元前1万年』である。

## 主な出演作品

### 映画
- ライフ・イズ・コメディ! ピーター・セラーズの愛し方 The Life and Death of Peter Sellers (2004)
- マンダレイ Manderlay (2005)
- キンキー・ブーツ Kinky Boots (2005)
- 紀元前1万年10,000 B.C. (2007)

### テレビドラマ
- Us Girls (1992-1993)
- イーストエンダーズ （ブロッサム・ジャクソン役）East Enders (1994-1997)
- 最終審判/欲望のナイフ Trial & Retribution II (1998)